# Дуб (герб)
Дуб (пол. Dąb, Czelechy, Dub, Ehler, Żelechy) – шляхетський герб чеського походження.

## Опис герба
У чорному полі золотий дуб з трьома жолудями, двома листям і п'ятьма корінцями. Клейнод: гербова фігура без коренів.
В Російській геральдиці дуб має інший вигляд.

## Історія
Герб принесений із Чехії в XVI столітті. За словами Шиманського цей герб був даний краківському райці  Янові Айчлерові 1541 року за наказом імператора Карла V, який 24 серпня 1542 отримав польське шляхетство.

## Гербовий рід
Achler, Achremowicz, Adamczewski, Adamczowski, Aichler, Ajhler, Bielkiewicz, Biskupski, Dąb, Dubieński, Dubojski, Dubowski, Dzierżek, Dzierżko, Fabrycjusz, Głodowski, Gołaszewski, Kocorowski, Koczorowski, Korzeliński, Kozubowski, Rudnicki, Skirmunt, Szewiński, Szilsław, Szulc, Worcel, Worcell, Zdzisławski, Zelsławski.

## Дивись також
- Дуб II